# Barrique

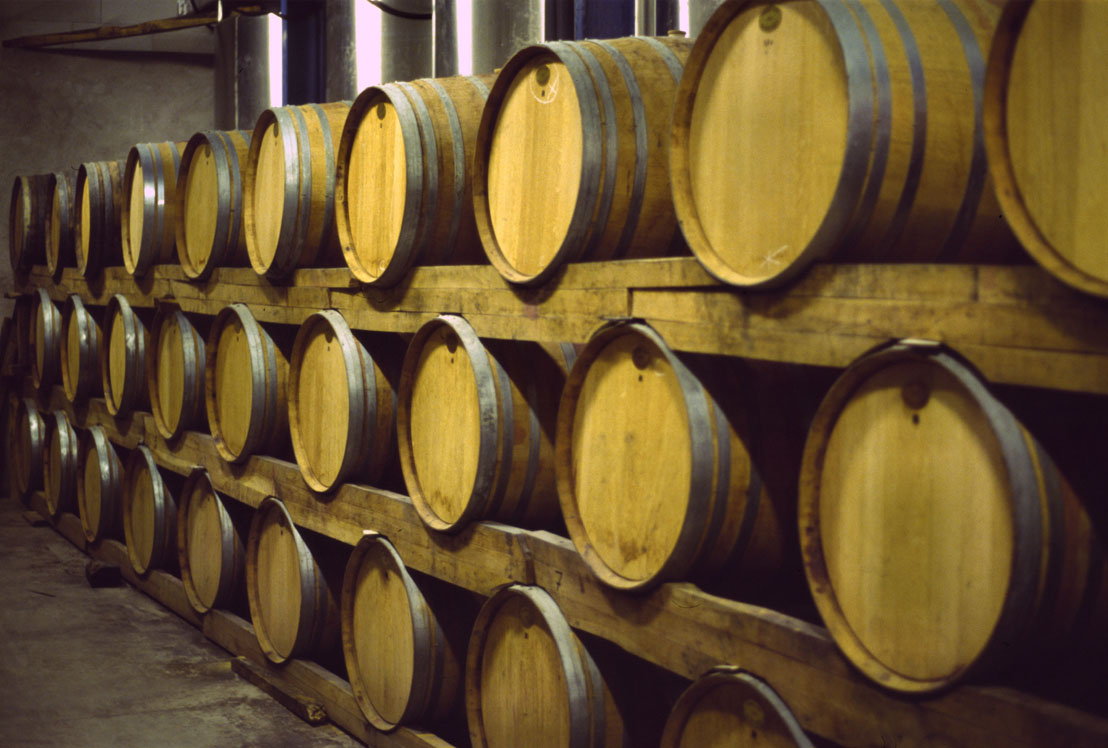
Barriquelager in einer französischen Weinkellerei

Das Barrique ist ein Eichenfass, das heute vor allem zum Ausbauen von Wein, aber auch Whisky und Bier dient. Meist werden Barriquefässer im Bordelaiser Schiffsmaß von 225 Litern verwendet. Ursprünglich war das relativ kleine Barrique ein reines Transportfass zum Weinexport nach England. Die frisch hergestellten Fässer wurden zum Biegen der Dauben innen verkohlt. Diese Schicht erzeugt ein ausgeprägtes Vanille-Aroma im Wein. Weiterhin gibt ein Barrique, im Gegensatz zu weingrün gemachten großen Holzfässern, Gerbstoffe (Tannine) an den Wein ab. Gemeinsam ist allen in Holzfässern erzeugten Weinen ein gewisses Maß an Oxidation.
Barriques werden höchstens drei Jahre benutzt und dann ausgemustert, weil sie nach längerer Benutzung keine Tannine mehr an den Wein abgeben.

## Wortherkunft
Im Französischen bedeutete barrique (vom Gaskognischen barrica) ‚Fass‘. Dann wurde der Begriff auf das am häufigsten gebräuchliche Fassmaß eingeschränkt; es umfasst in der Regel ein Volumen von 225 Litern in Bordeaux oder auch 228 Liter in Burgund. Das Maß ergab sich aus der Fassgröße und dem sich ergebenen Gewicht des Fasses, die ein Hafenarbeiter in leerem Zustand von Hand verladen konnte. Beim Bordelaiser Barrique sind das bei einem Volumen von 225 Litern ein Leergewicht von ungefähr 45 kg. Heutzutage wird mitunter auch der darin hergestellte Barriquewein verkürzt als „Barrique“ bezeichnet.
Von Barrique leitet sich auch das Wort Barrikade ab; denn während der Julirevolution 1830 dienten mit Erde gefüllte Barriques als Straßensperren.

## Weinmaß
- Bordeaux 1 Tonneau = 4 Barriques = 6 Tiercons = 128 Veltes (Viertel) = 440 Pots

Das Barrique entspricht dem englischen Hogshead und dem Oxhoft.

## Geschichte der Barriquelagerung
Ursprünglich wurden im Altertum anstelle des Fasses Schläuche aus Tierbälgen, aber auch große Tongefäße verwendet. Aus Holzblöcken oder Stammabschnitten geschnitzte Behälter aus Holz sind bereits 1000 v. Chr. in Gebrauch. Aus Dauben zusammengesetzte Holzfässer, welche zur Lagerung und zum Transport von Gütern und Getränken genutzt wurden, gelten als Erfindung der Kelten (Gallier, Bojer). Die erstmalige Erwähnung solcher Fässer geht auf verschiedene römische Quellen ab 50 v. Chr. (Aulus Hirtius, Gaius Iulius Caesar, Strabo, Plinius) zurück, sie wurden aber sicher schon einige Jahrhunderte zuvor im keltischen Raum genutzt. Später wurden sie auch von den Römern übernommen.
Aus der Historie sind für das „Barriquisieren“ drei Fälle erwähnenswert:
- Die Engländer, die lange die Gegend von Bordeaux beherrschten, bemerkten, dass der auf Schiffen im Holzfass transportierte Wein haltbarer wurde.
- Die hanseatischen Kaufleute in Bremen, Hamburg und Lübeck waren Freunde des „Rotspons“; dies war Rotwein, der in Bordeaux gekauft, dann in die Hansestädte verschifft und dort aus verschiedenen Lieferungen verschnitten wurde. Gelegentlich sollen Winzer aus Bordeaux, die ihre hanseatischen Kunden besuchten, ihre eigenen Weine nicht wiedererkannt haben – so gut waren sie infolge der Holzfasslagerung geworden.
- Louis-Gaspard Estournel aus Saint-Estèphe bei Bordeaux stellte Anfang des 19. Jahrhunderts fest, dass einige in Arabien und Indien nicht verkaufte Wein-Partien nach dem Rücktransport erheblich besser geworden waren. Er markierte diese Partien mit einem „R“ für „Retour des Indes“ (zurück aus Indien) und verkaufte sie, als sich ihre Qualität herumsprach, zu immer besseren Preisen. Endlich beschloss er, alle seine Weine vor dem Verkauf in Holzfässern zu transportieren.

Der Ausbau in neuen Holzfässern war ursprünglich nur den besten und schwersten Weinen vorbehalten. So verkaufen die großen Weingüter des Bordeaux, wie etwa Château Margaux, das eine eigene Küferei betreibt, ihre gebrauchten Fässer an weniger wohlhabende Weingüter weiter.
In den 1980er Jahren kam die Technik des Barriqueausbaus weltweit in Mode. Diese Entwicklung ist zum einen auf die Internationalisierung des Weinbaus zurückzuführen, wobei die im Bordeaux angewandten Methoden eine Vorbildfunktion einnehmen. Zum anderen ist die Nachfrage nach hochwertigen, schweren Rotweinen mit komplexen Aromen stark gestiegen, so dass ein großer Markt für Barriqueweine auch in anderen als den traditionell dafür bekannten Regionen entstand. So auch in Deutschland. Da diese Weine bei uns zunächst weder gebiets- noch sortentypisch waren, mussten sie zunächst als Tafelwein vermarktet werden. Mit ihrer zunehmenden Etablierung wurden sie als Qualitätswein anerkannt. Mittlerweile haben deutsche Barriqueweine ein hohes Qualitätspotenzial erreicht. Viele sind im gehobenen Preissegment angesiedelt.
Durch die seit 2006 erlaubte Verwendung von gerösteten Holzchips ist dieser Weintyp auch im mittleren und einfachen Preissegment national und international breit vertreten.

## Stilistik

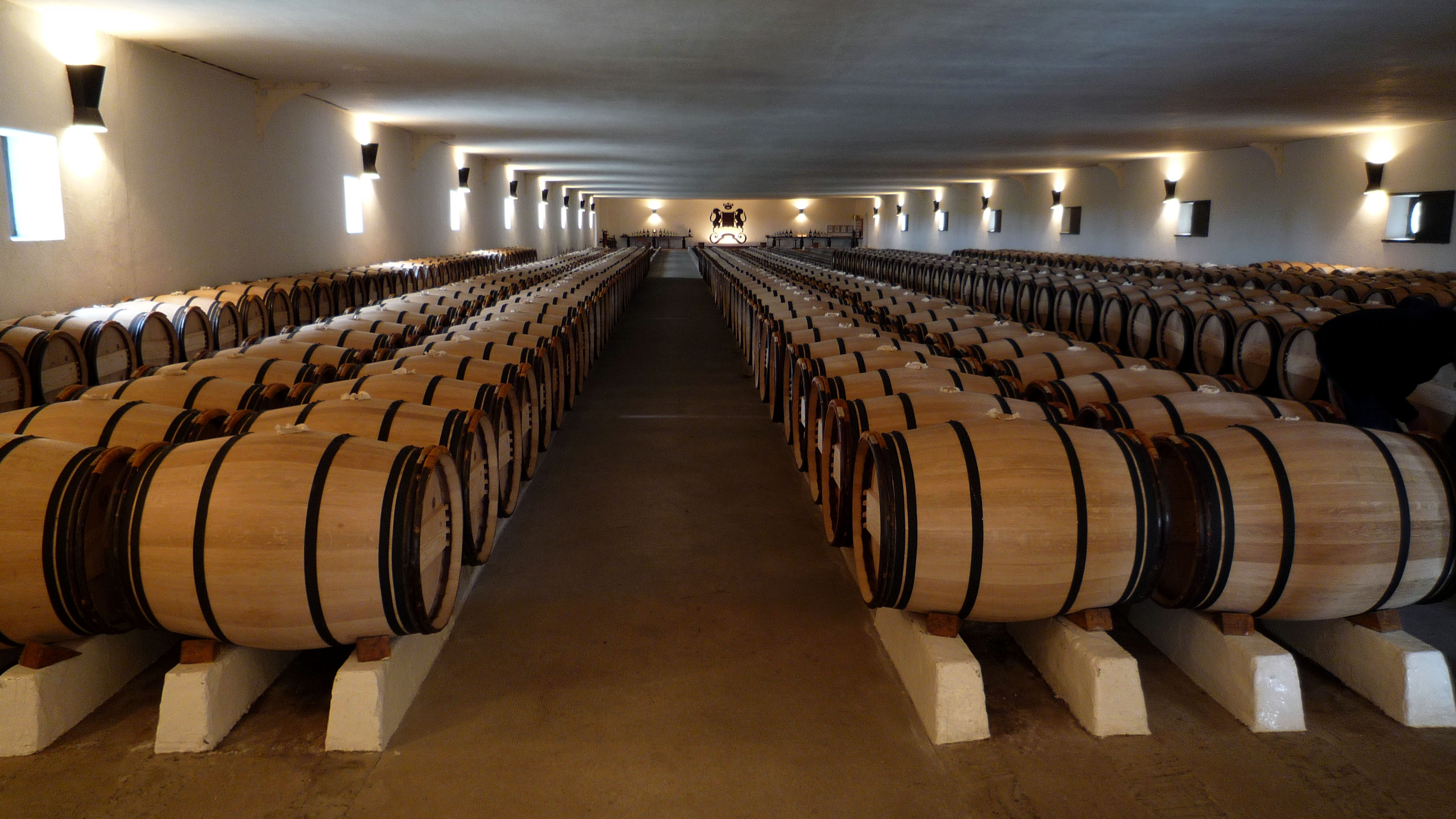
Neue Barriques im Chateau Mouton Rothschild

Es wird generell zwischen primären, sekundären und tertiären Aromen im Wein differenziert; der Ausbau im Barrique erzeugt tertiäre Aromen, in Unterscheidung zum primären Geschmack der Trauben und der sekundären Gärung. Direkt auf das Barrique zurückzuführen sind Vanillearoma durch Röstung sowie eine Adstringenz (bitterer Geschmack, pelziges Mundgefühl) durch Gerbstoffe. Nicht direkt auf das Holz zurückzuführen sind dagegen die folgenden typischen geschmacklichen Nuancen, die aber mit dem Ausbau des Weines im Holz während seiner Lagerung in Zusammenhang stehen. Sie können gewollt erzielt oder unbewusst generiert, aber auch verhindert werden und sind kein Alleinstellungsmerkmal:
- Oxidative Noten und
- Reifenoten entstehen durch den Kontakt mit Sauerstoff während Vinifikation, Ausbau und der Flaschenreife. Die in Barriqueweinen typischerweise enthaltenen bitteren Gerbstoffe schließen sich während der langen Flaschenreife zu längeren Molekülketten zusammen und sinken als Trub zu Boden. Hilfreich bei der langfristigen Stabilität des Weines sind daneben die Säure und der Alkohol. Barriqueweine sind daher oft schwer, alkoholreich und satt machend.

Weine im Bordeaux- oder Rioja-Stil sind deswegen körperreich und machen ein volles Mundgefühl. Dagegen ist der Burgunderstil eher schlank, elegant und oft weniger von Röstaromen (Vanille) geprägt.
Sehr häufig findet im Holzfass bei Rot- und Weißweinen die malolaktische Gärung (biologischer Säureabbau) statt. Das bedingt die milde, harmonische Säure, mit einem leicht süß-säuerlichen Geruch oder aber Anklänge an Sauerkraut bis hin zum Milchsäurestich. Fälschlicherweise dem Holz zugeschrieben wird der Brett-Ton, wahrgenommen als Pferdeschweiß oder nasses Leder. Die verursachende Hefe Brettanomyces wird durch den Handel und die Verwendung von gebrauchten Barriques verbreitet. Während ein dezentes „Brett“ für einige meist französische Weine gewollt ist, gilt ein ausgeprägter Ton gemeinhin als Weinfehler. Primäre Fruchtaromen weisen im Idealfall bei wirklichem Barriqueausbau auf einen hochwertigen Ausgangswein und eine schonende Vinifikation hin. Schwere, marmeladige Noten können dagegen ein Indiz für eine Erwärmung während der Maischestandzeit sein.

## Ausbau
Das Aromenspektrum wird beim Ausbau des Weins erzeugt. Dabei wird ein gehaltvoller Wein aus einer Rebsorte wie Cabernet Sauvignon oder Chardonnay geschmacklich abgerundet, ein subtiler Wein wie Riesling aber leicht maskiert und erdrückt. Das Holz setzt dabei Gerbstoffe (Ellagitannine) frei, durch die Röstung des Holzes (Toasting) wird das Aroma von Vanillin erzeugt.  Der Grad der Röstung beeinflusst dabei wesentlich den Charakter des Weines. Je neuer das Fass, desto größer der Einfluss des Toasting auf den Geschmack. Ältere Fässer werden daher oft länger belegt, wodurch verstärkt Tannine (bis hin zum Übermaß) in den Wein gelangen (können). Der Ausbau im Barrique erfordert viel Wissen, Erfahrung und Sorgfalt. So werden nur selten für eine gesamte Weincharge ausschließlich neue oder gebrauchte Barriquefässer verwendet. Die Balance des Weines wird verbessert, indem man Inhalte aus neuen sowie aus Fässern in Zweit- und Drittbelegung mischt (Cuvée). Neben den Gerbstoffen und dem Vanille-Aroma ist für Wein aus Barrique-Fässern durch den minimalen Luftaustausch eine leichte oxidative Reife typisch.
Der hohe Gerbstoffgehalt erfordert oft eine lange Flaschenreife, bis die Gerbstoffe ausgefallen und geschmacklich gemildert sind. Beschleunigt wird dieser Vorgang durch eine ausgiebige Belüftung junger Weine in der Karaffe. Sonst überdeckt eine ausgeprägte Adstringenz andere Aromen. Es braucht Zeit, bis der Wein sich wieder „öffnet“. Ein wenig gehaltvoller Grundwein kann bis dahin seinen Zenit längst überschritten haben. Daher sollten nur Weine hoher Qualität im getoasteten Holzfass ausgebaut werden, damit ein im Gesamtbild harmonischer, lagerfähiger Wein entsteht. Der Barrique-Ausbau wird international vorwiegend bei Rotwein praktiziert, ist aber durchgängig bei roten und weißen – trockenen und edelsüßen – Weinen aus den Anbaugebieten Bordeaux und Burgund zu finden (in Burgund wird, um aufgrund der vom Bordelais-Barrique abweichenden Fassgröße von 228 l Verwirrungen zu vermeiden, allerdings das Wort barrique gemieden und von fut gesprochen).
Man findet auch die Bezeichnung „barriqué“ (mit Akzent auf dem e). Dies kennzeichnet einen Wein, der „barriquisiert“ wurde, also im Unterschied zu nicht im Barrique ausgebautem, sonst gleichem Wein durch die Lagerung im kleinen Eichenfass ein verändertes Aromenprofil bekam.
Während Weißweine im Holzfass lediglich reifen, finden beim Rotwein oftmals auch die Gärung und die malolaktische Gärung (biologischer Säureabbau) im Barriquefass statt. Hierfür werden aber selten neue Fässer verwendet, weil der Geschmack zu intensiv wäre.
Alte Barriques werden häufig für die Lagerung von Whisky verwendet.

## Alternativen

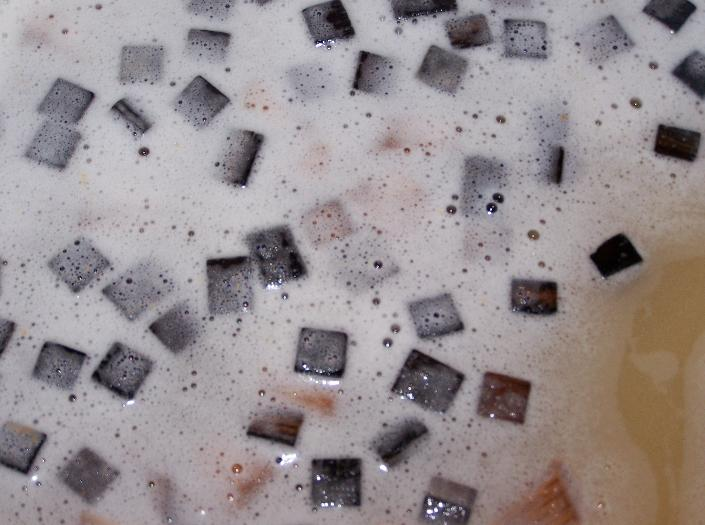
Holzchips verleihen dem Wein einen Holzton ohne Oxidation.

Der Ausbau von Wein im Barrique lohnt sich wirtschaftlich erst ab dem mittleren Preissegment. Auch unter Berücksichtigung des Wiederverkaufswertes des Fasses liegen die Materialkosten in der Größenordnung von über einem Euro pro Liter Wein. Edelstahltanks sind bereits in der Anschaffung beim Preis pro Liter günstiger und halten zudem praktisch unbegrenzt. Darüber hinaus ist die in den letzten Jahren verstärkte Nachfrage nach hochwertigem Eichenholz beim Marktpreis sowie beim Baumbestand zu berücksichtigen. Um die Marktnachfrage nach Barriqueweinen zu befriedigen und zur Kostenreduzierung, gibt es verschiedene Alternativen:
Der Einsatz von Tannin in Pulverform führt lediglich zur Adstringenz des Weines durch die Gerbstoffe, der Vanillegeschmack lässt sich jedoch nicht erzeugen. Tannin ist in der Weinbereitung verbreitet und zulässig als Fällungshilfe für Gelatine bei der Klärung. Eine sehr leichte Adstringenz wird auch durch Ascorbinsäure (Vitamin C) erzeugt, führt jedoch eher zu lange „jugendlich“ bleibenden Weinen. Auf natürliche Weise gelangen Gerbstoffe auf der Maische durch Kontakt mit der Schale und nicht sorgfältig entrappten Stielgerüsten in den Wein.
Um jedoch den Vanille-Geschmack zu erzeugen, ist der Einsatz von geröstetem Holz notwendig, da der Zusatz von reinen Aromen nicht erlaubt ist. Es können an den Innenwänden der Stahl- oder Betontanks Eichenholzbretter angebracht werden. Alternativ können Holzstücke, Chips oder Späne in den Wein gegeben werden. Der Einsatz ist effektiver, je kleiner das Holzstück ist, da das Verhältnis von gerösteter Oberfläche zum Trägermaterial besser wird. Als Extrem wird das Barriquearoma gleich in pulverförmiger oder flüssiger Form hinzugefügt.
Der Einfuhr solcher Weine war bis zum Inkrafttreten des Weinhandelsabkommens zum 1. Januar 2006 in der EU verboten, die Herstellung war bis September 2006 verboten. Dabei ist die minimal erlaubte Chipgröße geregelt, der Zusatz künstlicher Aromen bleibt weiterhin verboten. Eine Deklarationspflicht für solche Weine besteht nicht, jedoch dürfen sie nicht als „Barriqueweine“ vermarktet werden. Auf eine allgemeine Bezeichnung für diese Weine hat man sich noch nicht geeinigt. Weine, die auf traditionelle Art im Barrique ausgebaut wurden, dürfen hingegen mit den Zusätzen „im Barrique-Fass vergoren“, „im Barrique-Fass ausgebaut“ oder „im Barrique-Fass gereift“ gekennzeichnet werden.
Den genannten Methoden ist gemein, dass das Risiko eines unerwünschten Brettanomyces-Befalls nicht besteht und dass Oxidation vermieden werden kann. Die Stilistik eines trinkreifen Weines kann durch Mikrooxigenation erzeugt werden. Ob der Wein im Barriquefass reifte oder durch die Zugabe von Chips aromatisiert wurde, ist sensorisch nur sehr schwer festzustellen.

## Material

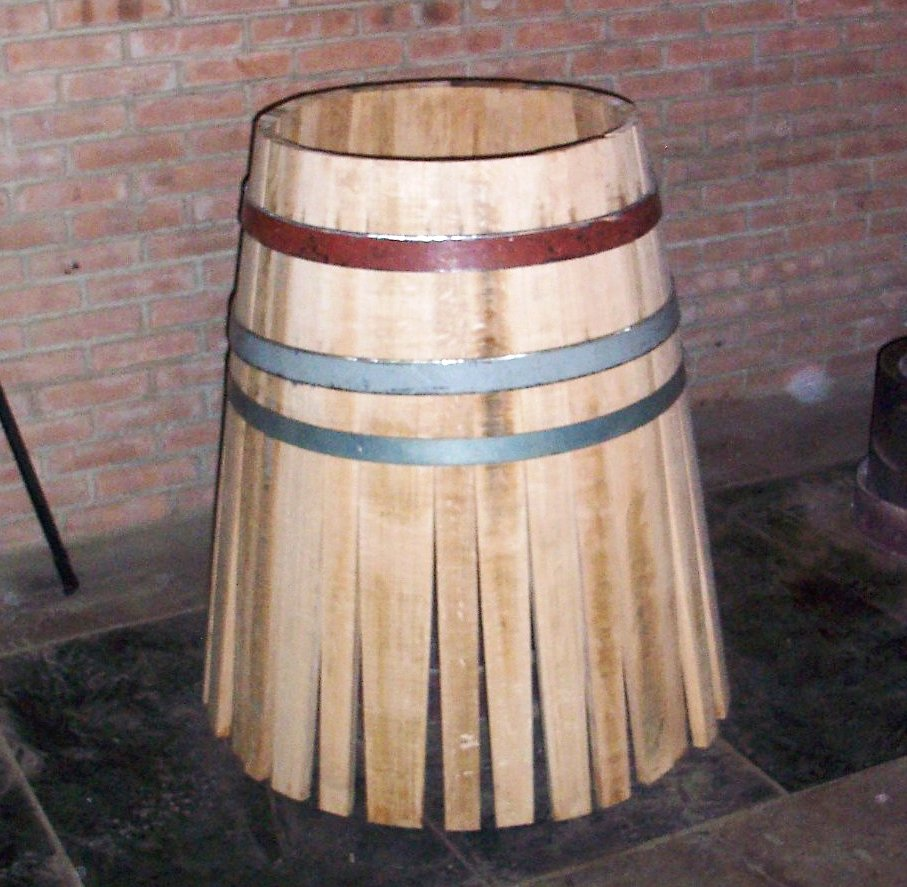
Ein Barrique in Bearbeitung

Frankreich dominiert die handwerkliche Herstellung hochwertiger Barriquefässer. Herausragende französische Hersteller von Barriquefässern sind die Küfereien Berthomieu, Demptos, France Chêne, Radoux, Sansaud, Seguin-Moreau, Taransaud oder Vicard. Wie bei Weinbergen hat jeder Wald ein anderes Terroir. Das Klima, die Bodenart, das Alter der Bäume und viele andere Komponenten beeinflussen die Beschaffenheit des Eichenholzes. Natürlich hat die Eichen-Art ebenfalls einen großen Einfluss auf die Reifung des Weines. In Frankreich werden zur Barriqueherstellung meist die heimischen Traubeneichen (Quercus petraea) aus den Wäldern des Limousin, der Départements Allier und Nièvre, der Tronçais und den Vogesen, aber auch die etwas grobjährigeren Stieleichen (Quercus robur) aus dem Limousin genutzt.
Um der mittlerweile enormen Nachfrage nachkommen zu können, werden auch in Frankreich Eichen ausländischer Herkunft (beispielsweise Deutschland, ehemaliges Jugoslawien, Ungarn (Quercus frainetto) sowie USA) verarbeitet. Das Holz der US-amerikanischen Eichen stammt typischerweise von der Sorte Amerikanische Weiß-Eiche (Quercus alba) ab. Inzwischen werden Barriquefässer aber auch in der ganzen Welt gefertigt. In Deutschland stellt man sie beispielsweise ebenfalls aus französischer Eiche, aber auch aus Eiche von heimischen Wäldern wie dem Spessart, dem Steigerwald oder dem Pfälzerwald sowie aus Hölzern anderer Herkunft (beispielsweise ehemaliges Jugoslawien, Ungarn, USA) her. Für italienische Weine kommen traditionell häufiger Fässer aus slowenischer Eiche zum Einsatz. Spanische Weine reifen üblicherweise in Fässern aus amerikanischer Eiche, die an den Wein ein dominanteres Aroma abgeben können als europäische Sorten. In Spanien heißt das Fass zur Weinreifung barrica. Auch in Österreich werden die heimischen Eichen zur Herstellung von Barriques verwendet.
Die unterschiedlichen Holzarten (selbst selten verwendetes Kastanienholz) erzeugen im Wein Aromen im grundsätzlich selben Spektrum, allerdings mit unterschiedlicher Ausprägung. So reagiert amerikanische Eiche geschmacksintensiver auf Röstung als französische Eiche.